# Kretzoi Miklós
Kretzoi Miklós (Budapest, 1907. február 9. – 2005. március 15.) Széchenyi-díjas magyar geológus, paleontológus és paleontropológus, a földtudományok doktora.

## Munkássága
Nevéhez fűződik a rudabányai ősi (12-8 millió éves Rudi, Rudapithecus hungaricus) emberszabású leletek feltárása és közzététele, számos világhírű őslénytani élőhely kutatása, régészeti lelőhely csontanyagának feldolgozása.
A Magyar Nemzeti Múzeum Természettudományi Múzeuma Föld- és Ásványtárának vezetője, majd a Magyar Állami Földtani Intézet igazgatója, tudományos tanácsadója, később a debreceni Kossuth Lajos Tudományegyetem Állattani és Embertani Tanszékének vezetője volt.
1970-től 78-ig vezette a rudabányai ásatásokat. Ebben az időszakban 75 főemlős – köztük az új faj, a Rudapithecus hungaricus – maradványai kerültek felszínre, de még 2000-ben is találtak újabb, tízmillió éves csontokat.

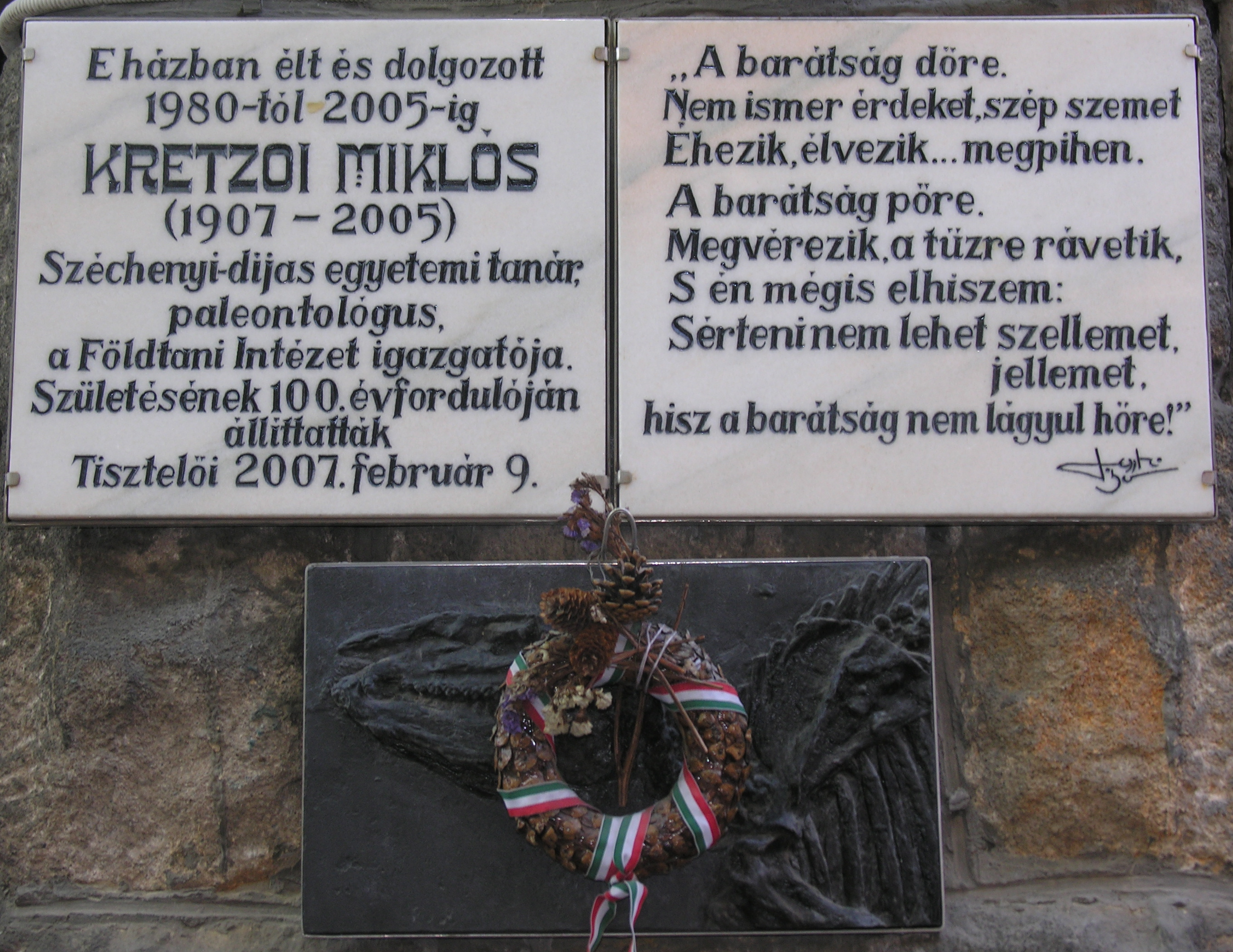
Emléktáblája Budapest II. kerületében

A megújult Magyar Karszt- és Barlangkutató Társulat munkájába már az újjáalakulás után nem sokkal, közel hatvanévesen bekapcsolódott. 1962-1965-ig annak társelnöke volt, és hosszú ideig tagja volt a tanácsadó testületnek. Munkássága elismeréseként a Társulat 1986-ban tiszteleti tagjai sorába választotta.
Kretzoi Miklós kutatásainak összefoglaló kötetét 2003-ban jelentette meg a Magyar Nemzeti Múzeum.

## Díjai
- Kadić Ottokár-érem (1969)
- Széchenyi-díj (1992) – A magyarországi ősgerincesek, különösen az ősemberi maradványok feldolgozása és a világ szakmai közvéleményével való megismertetése terén végzett munkásságáért.

## Művei
- Die Raubtiere der Hipparionfauna von Polgárdi. A POLGÁRDI HIPPARION-FAUNA RAGADOZÓI. Magyar Állami Földtani Intézet évkönyve 40. köt. 3. füz. 1952.
- A Pannóniai-medence pliocén és pleisztocén időszakának tagolása (Pécsi Mártonnal). FÖLDRAJZI KÖZLEMÉNYEK, 106 (4). pp. 300-326. 1982.
- Vértesszőlős. Site, man and culture. (Szerk. Dobosi T. Violával) Akadémiai Kiadó, Budapest, 1989.
- Vertebrates in classical and medieval sources - an annotated list. Geologica Pannonica, 36. pp. 235-254. 2008.

## További irodalom
- Hadobás Sándor: Dr. Kretzoi Miklós. (1907–2005). Az Érc- és Ásványbányászati Múzeum közleményei, 3. sz. 2006. p. 151-153.